# グラジナ・バツェヴィチ

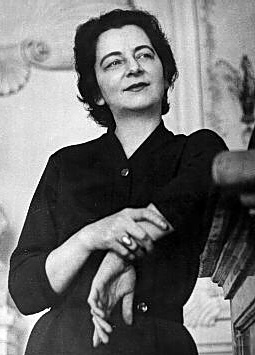
第二次世界大戦前のバツェヴィチ

グラジナ・バツェヴィチ（Grażyna Bacewicz, 1909年2月5日 ウッジ – 1969年1月17日 ワルシャワ）はポーランドの女性作曲家・ヴァイオリニスト。ポーランドの内外で国際的に認知された最初のポーランド人女性作曲家である。父親はリトアニア人の音楽家で、兄ヴィータウタス・バツェヴィチュス（Vytautas Bacevičius）はリトアニアの、もう一人の兄キェイストゥット（Kiejstut Bacewicz）はポーランドの作曲家になった。

## 略歴
父ヴィンカス・バツェヴィチュス（Vincas Bacevičius）よりピアノとヴァイオリンの手ほどきを受ける。1928年にワルシャワ音楽院に学び、当初はヴァイオリン科とピアノ科に在籍するも、1932年に卒業するとヴァイオリニスト兼作曲家として活動を始めた。イグナツィ・ヤン・パデレフスキより奨学金を給付され、パリに留学して1932年から1933年までエコール・ノルマル音楽院に進み、ナディア・ブーランジェの薫陶を受ける。その間、アンリ・トゥレの個人指導を受けた。その後フランスを離れてカール・フレッシュの許で研鑽を積む。
研修を終えると、演奏家や作曲家、審査員としてさまざまな行事に参加。1930年を通じて、グジェゴジ・フィテルベルクの指揮するポーランド放送管弦楽団のコンサートミストレスを務める。この職務を通じて、自作を上演してもらう機会が得られるようになった。
第2次世界大戦中はワルシャワに暮らし、作曲を続けながら、地下組織の秘密演奏会を行なって《2つのヴァイオリンのための組曲》などを初演。1936年に結婚。一人娘のアリーナ・ビェルナツカは著名な画家となった。戦後はウッジ国立音楽院の教授に就任。この頃から音楽活動を作曲に切り替えるようになり、多くの賞や依嘱を受け、1954年に自動車事故で重傷を負ってからは、作曲のみに専念した。

## 作品
作品の大半はヴァイオリン曲である。7つのヴァイオリン協奏曲、5つのヴァイオリン・ソナタ、2つの無伴奏ヴァイオリン・ソナタ、7つの弦楽四重奏曲、2つのピアノ五重奏曲、4つの交響曲がある。

### 器楽曲
- ピアノ曲《4つの前奏曲》 (1924年)
- ピアノ曲《子供のための組曲》 (1933年)
- ピアノ曲《10の練習曲》 (1957年)
- ピアノ曲《小さな三部作》 (1965年)
- ピアノ曲《ソナタ2番》
- オルガン曲《スケッチ Esquisse 》 (1966年)

#### ヴァイオリン曲
- ヴァイオリン・ソナタ第1番《室内ソナタ》 (1945年)
- ヴァイオリン・ソナタ第4番 (1949年)
- ヴァイオリン・ソナタ第5番 (1951年)
- ポーランド舞曲 (1948年)
- メロディと奇想曲 (1949年)
- オベレック第1番 (1949年)
- オベレック第2番 (1952年)
- 《パルティータ》 (1955年)
- 子守唄

### 室内楽曲
- フルート、オーボエ、クラリネット、ファゴット、ホルンのための木管五重奏曲 (1932年) -  1st Prize in the Concours de la Société "Aide aux femmes de professions libres", Paris, 1933年
- ２つのヴァイオリンのための組曲 - 1943年、ワルシャワの地下演奏会にて初演
- 弦楽四重奏曲 第3番 (1947年) - 1955年ポーランド文部大臣賞受賞作
- 弦楽四重奏曲 第4番 (1951年) - 1951年度リエージュ国際弦楽四重奏コンクール優勝作品
- 弦楽四重奏曲 第5番 (1955年)
- 弦楽四重奏曲 第6番 (1960年)
- 弦楽四重奏曲 第7番 (1967年)- 1966年、ワルシャワの秋音楽祭にて初演
- ヴァイオリン四重奏曲
- チェロ四重奏曲 (1963年)

### 管弦楽曲
- 弦楽オーケストラのための協奏曲 (1948年) - 1950年度ポーランド国家賞
- 交響曲 第2番 (1951年)
- 交響曲 第3番 (1952年)
- 交響曲 第4番 (1953年) - 1955年度ポーランド文部大臣賞
- 管弦楽のための変奏曲 (1957年)
- 弦楽合奏、トランペット、打楽器のための音楽 Muzyka na smyczki, trąbki i perkusję (Music for Strings, Trumpets, and Percussion (1958年) - パリ・トリビューン国際ユネスコ賞3rd Prize, 1960年。1959年ワルシャワで初演
- 管弦楽のための協奏曲 (1962年)
- 15人の室内オーケストラとテープのための《対決》 Contradizione for chamber orchestra (1966年) - ハノーファー・ホプキンス・センターからの依嘱作品。1967年ハノーファーにて初演

### 協奏曲
- ヴァイオリン協奏曲 第3番 (1948年) - 1955年度ポーランド文部大臣賞受賞
- ピアノ協奏曲 (1949年) - 1949年度ワルシャワ・ショパン作曲コンクール準優勝作品
- ヴァイオリン協奏曲 第5番 (1954年)
- ヴァイオリン協奏曲 第7番 (1965年) - ベルギー政府賞・金メダル受賞作品（1965年度ブリュッセル・エリザベト王妃国際コンクール提出作品）
- ヴィオラ協奏曲 (1968年)

### 声楽曲（管弦楽伴奏つき）
- 合唱と管弦楽のための《オリンピック・カンタータ》 (1948年、ピオトル・バルィカの17世紀の喜劇による。ロンドン国際オリンピック芸術コンクール出展作品、1948年度ポーランド国家賞受賞作品)
- 合唱と管弦楽のためのヤゲヴォ大学創立600周年記念カンタータ《アクロポリス》 - 1964年、同大学からの依嘱作品

### 舞台音楽
- バレエ音楽《農民の王 Z chłopa król》 (1953年、台本：アルトゥール・マリア・スヴィナルスキ)
- 放送用オペラ《アーサー王の冒険 Przygoda Króla Artura》(1959) - 1960年度ワルシャワ・ポーランド放送局委員会賞
- バレエ音楽《Esik in Ostend》  (1964)

## 文献
- Thomas, Adrian. 2001. "Bacewicz, Grażyna". The New Grove Dictionary of Music and Musicians, second edition, edited by Stanley Sadie and John Tyrrell. London: Macmillan Publishers.